# Lipocarpha mangarevica
Lipocarpha mangarevica là loài thực vật có hoa trong họ Cói. Loài này được H.St.John mô tả khoa học đầu tiên năm 1988.